# Сагалаев, Андрей Маркович
Андре́й Ма́ркович Сагала́ев (8 апреля 1953 — 20 июня 2002) — российский учёный-обществовед, философ, этнограф, антрополог, общественный деятель. Доктор исторических наук (1993), профессор, заведующий кафедрой всеобщей истории Томского государственного педагогического университета, профессор Томского государственного университета.

## Биография
Родился 8 апреля 1953 года в Бузулуке Чкаловской области. В 1976 году окончил ТГУ (историко-филологический факультет). В 1976—1977 годах был стажёром-исследователем (с 1977 по 1980 — аспирантом) на кафедре антропологии и этнографии исторического факультета ЛГУ.
В 1980 году защитил кандидатскую диссертацию «Ламаистские элементы в мифологии и традиционных культах алтайцев».
С 1981 года работал старшим лаборантом, младшим и старшим научным сотрудником в Институте истории, филологии и философии СО АН СССР (будущий Институт археологии и этнографии СО РАН), с 1991 по 1992 год занимал должность ведущего научного сотрудника. В 1992 году защитил докторскую диссертацию в форме научного доклада «Архаичное мировоззрение урало-алтайских народов Западной Сибири».
В 1981—1994 годах преподавал на кафедре всеобщей истории НГУ. С 1992 по 1994 год был ведущим, главным научным сотрудником Института археологии и этнографии СО РАН.
В 1994 году занял должность профессора, в 1995 году — заведующего кафедрой всеобщей истории и правоведения ТГПУ. В 2000 году назначен профессором кафедры археологии и ист. краеведения исторического факультета ТГУ.
Работал профессором в двух американских университетах: в 1996—1997 — в Иллинойсе, в 2001—2002 — в Вайоминге, где провёл на английском языке курсы The peoples and cultures of Siberia, Shamanism and popular beliefs in Siberia (1996—1997), Siberian shamanism: Looking for the harmony of the world (2001—2002).
Исполнительный директор Алтайского международного центра гуманитарных и биосферных исследований в Новосибирске (1992—1994).
Принимал участие в работах этнографических путешествий по Алтаю, северу Западной Сибири, Хакасии, Восточной Сибири, а также археологических экспедиций в Хакасию, Алтай и префектуру Гумма (Япония).
Умер 20 июня 2002 года в Колпашево (Томская область).

## Научные интересы
Интересовался архаичным мировоззрением и духовной культурой южно- и западносибирских народов и взаимодействия их мировоззрения с «большими религиями». Изучал мифологию урало-алтайских народов в пределах Западной Сибири.
С конца 1990-х годов занимался проблемой «миф и вещь» по этнографическим материалам урало-алтайских народов. Развил концепцию шаманизма Сибири как отдельной формы натуральной философии.

## Основные публикации
- Гемуев И. Н., Сагалаев А. М. Религия народа Манси / Отв. ред. Е. И. Деревянко. — Новосибирск: Наука, Сибирское отд-ние, 1986. — 192 с. — 2350 экз.
- Гемуев И. Н., Сагалаев А. М., Соловьёв А. И. Легенды и были таежного края. — Новосибирск: Наука, Сиб. отд-ние, 1989. — 176 с. — (Страницы истории нашей Родины). — 79 200 экз. — ISBN 5-02-029181-1.
- Сагалаев А. М. Урало-алтайская мифология: Символ и архетип. — Новосибирск: Наука, Сиб. отд-ние, 1991. — 156 с. — 1950 экз. — ISBN 5-02-029643-0.
- Сагалаев А. М., Крюков В. М. Г. Н. Потанин: Опыт осмысления личности / Отв. ред. Р. С. Васильевский. — Новосибирск: Наука, Сиб. отд-ние, 1991. — 232 с. — (Страницы истории нашей Родины). — 5700 экз. — ISBN 5-02-029735-6.
- Сагалаев А. М. Алтай в зеркале мифа. — Новосибирск: Наука, Сиб. отд-ние, 1992. — 176 с. — (Страницы истории нашей Родины). — … экз. — ISBN 5-02-029760-7.
- Сагалаев А. М., Крюков В. М. Потанин, последний энциклопедист Сибири: Опыт осмысления личности. — Томск: Изд-во НТЛ, 2004. — 208 с. — ISBN 5-89503-207-9.